# Николова, Мими
Марийка Николаева (болг. Марийка Николаева; род. 30 июня 1938 года, София, Третье Болгарское царство) — болгарская певица в жанре поп-музыки, популярная в 50-х—70-х годах и известная под именем Мими Николова.

## Биография
До начала своей карьеры, то есть до 1958 года, Мими Николова пела в хорах. Во второй половине 50-х годов сотрудничала с композитором Петром Ступелем. С начала 60-х до середины 70-х годов работала с Иваном Стайковым. Благодаря ему, Мими успешно выступала на музыкальных фестивалях в Сопоте (1967), Сплите (1969), Варадеро, Токио (1977). В 1965 году состоялся первый фестиваль музыки «Золотой Орфей», на котором Мими исполнила песню «Калиакра» композитора Ангела Заберского и получила первую награду этого фестиваля.
Мими Николова — одна из первых болгарских исполнителец джаза. Была солисткой нескольких джазовых ансамблей. В 1978 году Мими была участницей джазового мероприятия в Софии. После в музыке неактивна.
Мими Николова исполнила более чем 300 песен болгарских и зарубежных авторов, записанных на Болгарском национальном радио и компанией Балкантон. Во многих болгарских фильмах присутствуют песни Мими Николовой.

## Дискография
Список песен Мими Николовой см. в примечании 1.
Фильмы, в которых Мими исполняла песни:
- 1958: «Любимец №13»
- 1967: «Человек в тени»
- 1972: «Ветер путешествий»
- 1973: «Бегство в Ропотамо»
- ?: «Чудесная катастрофа»